# ОРМ-65
ОРМ-65 — опытный жидкостный ракетный двигатель. Разработан в Реактивном институте В. П. Глушко в 1936 году. Стендовые испытания прошли в 1936 году, лётные — в 1939 году. Предназначался для ракетоплана РП-318, крылатых ракет 212, 301.

## Технические характеристики
- Топливо: тракторный керосин
- Окислитель: азотная кислота
- Тяга: регулируемая от 0.49 до 1.72 kN
- Удельный импульс: 2059—2108 м/с
- Давление в камере сгорания: 2.45 МПа
- Зажигание: с сигнализацией, пиротехническое, электрозапал
- Запуск: автоматический, полуавтоматический
- масса: 14,26 кг
- ресурс: до 50 запусков с наработкой до 30 минут